# 590 (číslo)
Pět set devadesát je přirozené číslo. Následuje po čísle pět set osmdesát devět a předchází číslu pět set devadesát jedna. Římskými číslicemi se zapisuje DXC a řeckými číslicemi φϟ.

## Matematika
590 je:
- Deficientní číslo
- Složené číslo
- Nešťastné číslo

## Astronomie
- (590) Tomyris je planetka hlavního pásu, kterou objevil v roce 1906 Max Wolf

## Ostatní
- +590 je mezinárodní telefonní předvolba francouzských zámořských regionů Guadeloupe, Svatého Martina a Svatého Bartoloměje

## Roky
- 590
- 590 př. n. l.